# 海因岑贝格 (德国)
海因岑贝格（德語：Heinzenberg）是德国莱茵兰-普法尔茨州的一个市镇。总面积1.96平方公里，总人口27人，其中男性14人，女性13人（2011年12月31日），人口密度14人/平方公里。